# 金露花素A
金露花素A（英語：Durantin A）是一种有生物活性的香豆素类化合物（coumarinolignoid），提取自金露花属（学名：Duranta）植物。